# Gordon Campbell (militaire)
Pour les articles homonymes, voir Gordon Campbell et Campbell.
Gordon Campbell, né le 6 janvier 1886 à Croydon et mort le 3 juillet 1953 à Isleworth, est un vice-amiral de la Royal Navy, puis plus tard, un écrivain et homme politique. Récipiendaire de la Croix de Victoria, il a également reçu la Croix de Guerre et nommé Chevalier de la Légion d'honneur.